# ちいさこべ
『ちいさこべ』は、山本周五郎の時代小説。日本人の持つ細やかな情の世界を描いた。
映画化・宝塚歌劇団による舞台化・NHKによるドラマ化も行われた。また、本作がリメイクされる形で漫画化されている。

## あらすじ
主人公・茂次は、大火で両親も店も失ってしまった、大工の若棟梁。誰の力も借りずに家業を再興させると片意地をはる彼は、同じ境遇の焼け出された孤児たちを放っておけず、自ら孤児をひきとり、育てていくことになる。
仕事と人助けの狭間で常に悩みながらも、人の道をひたすらみつけようとする茂次だったが…。

## 映画
1962年6月10日公開。東映製作・配給。

### スタッフ
- 企画：辻野公晴、小川貴也
- 監督：田坂具隆
- 製作：大川博
- 脚本：田坂具隆、鈴木尚之、野上竜雄
- 撮影：坪井誠
- 音楽：伊福部昭
- 照明：和多田弘
- 録音：野津裕男
- 美術：桂長四郎
- 編集：宮本信太郎

### キャスト
| | |
| - 大留の茂次：中村錦之助 (萬屋錦之介) - おりつ：江利チエミ - 利吉：中村賀津雄 (中村嘉葎雄) - おゆう：桜町弘子 - 和七：東千代之介 - 助二郎：織田政雄 - 大六：千秋実 - 松三：和崎隆太郎 - 正吉：河原崎長一郎 - 藤造：国一太郎 - 巳之八：神木真寿雄 - 九郎助：重岡満嘉(東映児童劇団) - 伊吉：東野英治郎 - 兼六：坂本武 - 福田屋久兵衛：藤原釜足(東宝) - お慎：木暮実千代 - 新助：大村文武 - お咲：吉川博子 | - 宙造：山本礼三郎 - お稲：夏川静枝 - 菊二：伊藤敏孝(東映児童劇団) - 富：桜井基男(東映児童劇団) - 又：木村英世(東映児童劇団) - 六：松下匠(東映児童劇団) - 梅：さかいやすの(アカデミー児童劇団) - 市：しまむらとおる(東映児童劇団) - 重吉：安中滋(東映児童劇団) - じつ平：竹内満(東映児童劇団) - 伝次：榎英明(東映児童劇団) - 忠：西本雄司(東映児童劇団) - 吉：住田知仁(東映児童劇団) - 秀：中西一夫(東映児童劇団) - 半造：中村錦司 - おかん：赤木春恵 - 平助：杉狂児 - 儀兵衛：北竜二 |

## 舞台
宝塚歌劇団が『小さな花がひらいた』のタイトルでミュージカル化。1971年初演。

## ドラマ
『ちいさこべ～若棟梁と九人の子～』（ - わかとうりょうとくにんのこ）は、NHK総合テレビジョンで2006年9月7日から2006年10月5日まで放送された木曜時代劇。全5回。
従来の時代劇にある殺陣を排除した画期的な時代劇として注目された。なお、孤児は9人となっている。

### キャスト
- 茂次 - 小澤征悦
- りつ - 上原多香子
- ゆう - 奥菜恵
- 大六（大工） - 益岡徹
- 伊吉 - 本田博太郎
- 勘助（町役） - 西田健
- 兼六　‐　小林尚臣
- 留造 - 蟹江敬三
- しげ - 平淑恵
- のぶ - 江波杏子
- 沖石主殿（浪人） - 火野正平
- 沖石鶴之助 -  塩野魁土
- 商家の旦那 - 長門裕之
- 福田屋久兵衛 - 平泉成

### スタッフ
- 原作：山本周五郎「ちいさこべ」
- 脚本：佐伯俊道
- 音楽：篠原敬介
- 演出：井上昭、吉田啓一郎
- 制作・著作：NHK、仕事

## 漫画『ちいさこべえ』
望月ミネタロウによる、時代設定を現代（平成時代）に翻案したコミカライズ作品。『ビッグコミックスピリッツ』（小学館）2012年40号より2015年11号まで連載された。2013年、第17回文化庁メディア芸術祭マンガ部門優秀賞を受賞。
2016年には、フランスBD評論家協会（ACBD）「2016ベストアジアBD」を、2017年にはアングレーム国際漫画祭 「シリーズ賞」を2年連続で受賞しており、フランスの読者から高い評価を受けている。

### あらすじ（ちいさこべえ）
火事で実家の工務店「大留」が焼け、両親をなくした若棟梁・茂次は父・留造の言葉を胸に大留再建を誓う。 そこに身寄りのないお手伝いのりつと、行き場を失った福祉施設の子供たちが転がり込んできて、若棟梁の崖っぷち人生劇場が開幕する。

### 書籍情報
- 望月ミネタロウ、原作：山本周五郎『ちいさこべえ』小学館〈ビッグコミックススペシャル〉、全4巻
  1. 2013年4月3日初版第一刷発行（2013年3月29日発売）、ISBN 978-4-09-185109-3
  2. 2013年10月5日初版第一刷発行（2013年9月30日発売）、ISBN 978-4-09-185507-7
  3. 2014年4月2日初版第一刷発行（2014年3月28日発売）、ISBN 978-4-09-186137-5
  4. 2015年4月4日初版第一刷発行（2015年3月30日発売）、ISBN 978-4-09-186848-0